# Harry Tector
Harry Tom Tector (nacido el 6 de diciembre de 1999) es un jugador de críquet irlandés.

## Carrera profesional
En diciembre de 2017, Tector fue nombrado capitán del equipo de Irlanda para la Copa Mundial de Críquet Sub-19 de 2018. En noviembre de 2018, Tector fue nombrado Jugador Masculino del Año de la Academia en los premios anuales críquet Premios de Irlanda.